# Tour de San Luis 2015
La 9.ª edición del Tour de San Luis, se disputó desde el 19 hasta el 25 de enero de 2015. En esta edición se presentó como novedad más importante el cambio en su recorrido, como es el inicio de etapas en dos ciudades cordobesas por primera vez en su historia. Una es Villa Dolores, en la cuarta etapa, y la otra Achiras, en la sexta. Otro hecho inédito es que el mirador del sol no fue final de etapa, ya que se continuará 7,5 km más hasta el filo de la sierra Comechingones
Al igual que el año anterior, el recorrido contó con 7 etapas totalizando 948,2 km y la carrera integra el calendario del UCI America Tour 2015 dentro de la categoría 2.1.

## Equipos participantes
- Para la nómina de participantes véase: Participantes del Tour de San Luis 2015

Participaron 26 equipos: 6 de categoría UCI ProTeam, 7 de categoría Profesional Continental, 7 de categoría Continental y 6 selecciones nacionales. Formando así un pelotón de 162 ciclistas
| Equipos                           | Cód. UCI | Categoría               |
| --------------------------------- | -------- | ----------------------- |
| Ag2r La Mondiale                  | ALM      | UCI ProTeam             |
| Cannondale-Garmin                 | TCG      | UCI ProTeam             |
| Etixx-Quick Step                  | EQS      | UCI ProTeam             |
| Katusha                           | KAT      | UCI ProTeam             |
| Lampre-Merida                     | LAM      | UCI ProTeam             |
| Movistar Team                     | MOV      | UCI ProTeam             |
| Team Europcar                     | EUC      | Profesional Continental |
| Androni Giocattoli-Venezuela      | AND      | Profesional Continental |
| Bretagne-Séché Environnement      | BSE      | Profesional Continental |
| Colombia                          | COL      | Profesional Continental |
| Nippo-Vini Fantini                | NIP      | Profesional Continental |
| Team Novo Nordisk                 | TNN      | Profesional Continental |
| UnitedHealthcare Pro Cycling Team | UHC      | Profesional Continental |
| Buenos Aires Provincia            | BAP      | Continental             |
| Cycling Academy Team              | CAT      | Continental             |
| Funvic Brasilinvest               | FUN      | Continental             |
| Jamis-Hagens Berman               | JSH      | Continental             |
| San Luis Somos Todos              | SLS      | Continental             |
| Team Inteja-MMR                   | DCT      | Continental             |
| Team Sep San Juan                 | SEP      | Continental             |

| Selecciones            |
| ---------------------- |
| Selección de Argentina |
| Selección de Chile     |
| Selección de Colombia  |
| Selección de Cuba      |
| Selección de Italia    |
| Selección de Panamá    |

## Etapas

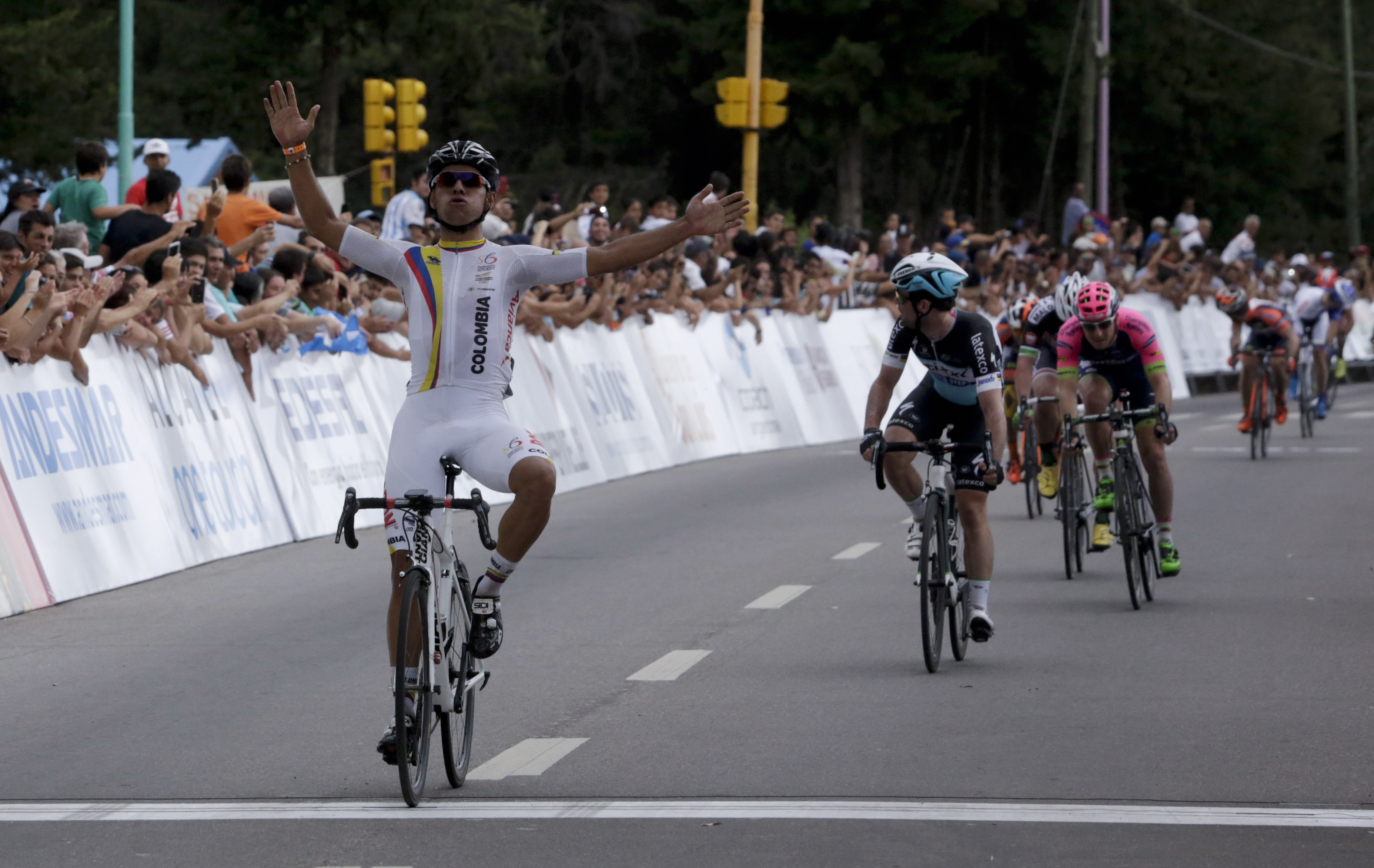
Fernando Gaviria ganado la 3.ª etapa.

| Etapa | Fecha       | Recorrido                          | km         | Ganador          | Líder            |
| 1.ª   | 19 de enero | San Luis-Villa Mercedes            | 186,8      | Fernando Gaviria | Fernando Gaviria |
| 2.ª   | 20 de enero | La Punta-Mirador del Potrero       | 185,3      | Daniel Díaz      | Daniel Díaz      |
| 3.ª   | 21 de enero | Concarán-Juana Koslay              | 176,3      | Fernando Gaviria | Daniel Díaz      |
| 4.ª   | 22 de enero | Villa Dolores-Cerro El Amago       | 142,5      | Daniel Díaz      | Daniel Díaz      |
| 5.ª   | 23 de enero | San Luis-San Luis                  | 17,4 (CRI) | Adriano Malori   | Daniel Díaz      |
| 6.ª   | 24 de enero | Achiras-Filo Sierras Comechingones | 117,5      | Kléber Ramos     | Daniel Díaz      |
| 7.ª   | 25 de enero | San Luis-San Luis                  | 122,4      | Mark Cavendish   | Daniel Díaz      |

## Clasificaciones finales
- Las clasificaciones finalizaron de la siguiente forma:[2]

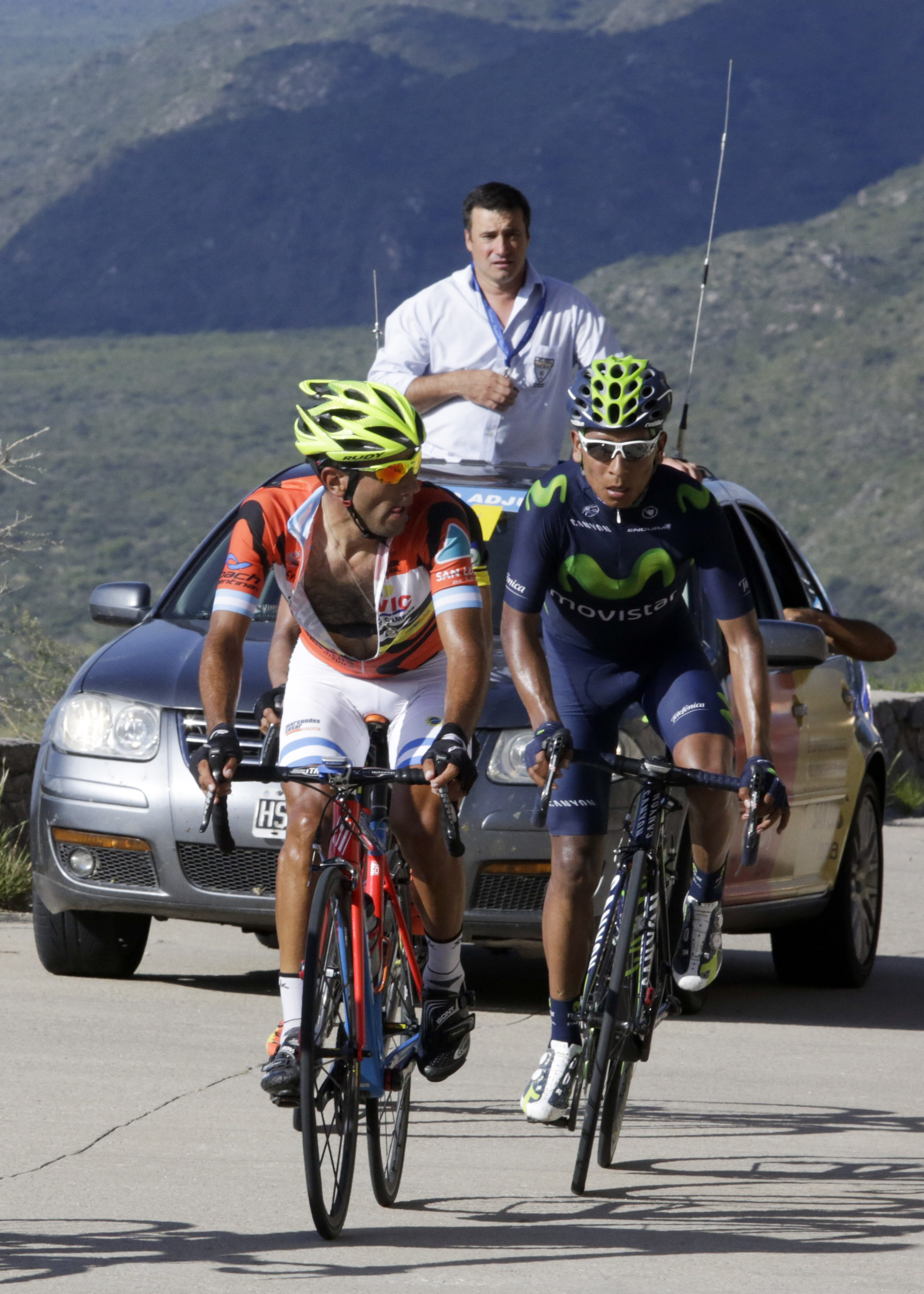
Daniel Diaz y Nairo Quintana subiendo el Cerro El Amago

### Clasificación general
| Posición | Ciclista          | Equipo                       | Tiempo           |
| -------- | ----------------- | ---------------------------- | ---------------- |
|          | Daniel Díaz       | Funvic-São José dos Campos   | 22 h 37 min 07 s |
| 2º       | Rodolfo Torres    | Colombia                     | a 1 min 05 s     |
| 3º       | Nairo Quintana    | Movistar                     | a 1 min 34 s     |
| 4º       | Eduardo Sepúlveda | Bretagne-Séché Environnement | a 2 min 02 s     |
| 5º       | Rodrigo Contreras | Selección de Colombia        | a 3 min 16 s     |
| 6º       | Dani Moreno       | Katusha                      | a 3 min 26 s     |
| 7º       | Joe Dombrowski    | Cannondale-Garmin            | a 5 min 29 s     |
| 8º       | Daniel Jaramillo  | Jamis-Hagens Berman          | a 5 min 35 s     |
| 9º       | Leandro Messineo  | San Luis Somos Todos         | a 5 min 39 s     |
| 10º      | Ilnur Zakarin     | Katusha                      | m.t.             |

| 11º | Alexis Vuillermoz    | Ag2r La Mondiale      | a 6 min 25 s |
| 12º | Miguel Ángel Rubiano | Colombia              | m.t.         |
| 13º | Przemysław Niemiec   | Lampre-Merida         | a 7 min 27 s |
| 14º | Janez Brajkovič      | UnitedHealthcare      | a 7 min 50 s |
| 15º | Josué Moyano         | San Luis Somos Todos  | a 7 min 54 s |
| 16º | Edward Díaz          | Colombia              | a 8 min 34 s |
| 17º | Igor Antón           | Movistar              | a 8 min 42 s |
| 18º | Germán Chávez        | Selección de Colombia | a 8 min 58 s |
| 19º | Alberto Losada       | Katusha               | a 9 min 46 s |
| 20º | Weimar Roldán        | Selección de Colombia | a 9 min 49 s |

### Clasificación de los sprints
| Posición | Ciclista            | Equipo                 | Puntos |
| -------- | ------------------- | ---------------------- | ------ |
|          | Juan Esteban Arango | Selección de Colombia  | 11     |
| 2º       | Sebastián Tolosa    | Buenos Aires Provincia | 8      |
| 3º       | Leandro Messineo    | San Luis Somos Todos   | 6      |
| 4º       | Guido Palma         | Buenos Aires Provincia | 5      |
| 5º       | Maurico Muller      | Sep San Juan           | 4      |

### Clasificación de la montaña
| Posición | Ciclista          | Equipo                       | Puntos |
| -------- | ----------------- | ---------------------------- | ------ |
|          | Rodolfo Torres    | Colombia                     | 35     |
| 2º       | Daniel Díaz       | Funvic-São José dos Campos   | 32     |
| 3º       | Kléber Ramos      | Funvic-São José dos Campos   | 27     |
| 4º       | Nairo Quintana    | Movistar                     | 12     |
| 5º       | Eduardo Sepúlveda | Bretagne-Séché Environnement | 9      |

### Clasificación sub-23
| Posición | Ciclista          | Equipo                 | Tiempo           |
| -------- | ----------------- | ---------------------- | ---------------- |
|          | Rodrigo Contreras | Selección de Colombia  | 22 h 40 min 23 s |
| 2º       | Edward Díaz       | Colombia               | a 5 min 18 s     |
| 3º       | Germán Chávez     | Selección de Colombia  | a 5 min 42 s     |
| 4º       | Gastón Javier     | Sep San Juan           | a 9 min 36 s     |
| 5º       | Lucas Gaday       | Selección de Argentina | a 17 min 38 s    |

### Clasificación por equipos
| Posición | Equipo                | Tiempo           |
| -------- | --------------------- | ---------------- |
|          | Colombia              | 68 h 07 min 25 s |
| 2º       | Movistar              | a 2 min 24 s     |
| 3º       | Katusha               | a 2 min 29 s     |
| 4º       | Selección de Colombia | a 3 min 41 s     |
| 5º       | San Luis Somos Todos  | a 4 min 58 s     |

## Evolución de las clasificaciones
| Etapa (Vencedor)                 | Clasificación general | Clasificación de los sprints | Clasificación de la montaña | Clasificación sub-23 | Clasificación por equipos    |
| -------------------------------- | --------------------- | ---------------------------- | --------------------------- | -------------------- | ---------------------------- |
| 1.ª etapa (Fernando Gaviria)     | Fernando Gaviria      | Leandro Messineo             | Kléber Ramos                | Fernando Gaviria     | Bretagne-Séché Environnement |
| 2.ª etapa (Daniel Díaz)          | Daniel Díaz           | Leandro Messineo             | Daniel Díaz                 | Rodrigo Contreras    | Funvic-São José dos Campos   |
| 3.ª etapa (Fernando Gaviria)     | Daniel Díaz           | Leandro Messineo             | Daniel Díaz                 | Rodrigo Contreras    | Funvic-São José dos Campos   |
| 4.ª etapa (Daniel Díaz)          | Daniel Díaz           | Leandro Messineo             | Daniel Díaz                 | Rodrigo Contreras    | Colombia                     |
| 5.ª etapa (CRI) (Adriano Malori) | Daniel Díaz           | Leandro Messineo             | Daniel Díaz                 | Rodrigo Contreras    | Colombia                     |
| 6.ª etapa (Kléber Ramos)         | Daniel Díaz           | Juan Esteban Arango          | Daniel Díaz                 | Rodrigo Contreras    | Colombia                     |
| 7.ª etapa (Mark Cavendish)       | Daniel Díaz           | Juan Esteban Arango          | Rodolfo Torres              | Rodrigo Contreras    | Colombia                     |
| Final                            | Daniel Díaz           | Juan Esteban Arango          | Rodolfo Torres              | Rodrigo Contreras    | Colombia                     |

## UCI America Tour
La carrera al estar integrada al calendario internacional americano 2015 otorga puntos para dicho campeonato, siendo el baremo de puntuación el siguiente:
| Posición                    | 1º | 2º | 3º | 4º | 5º | 6º | 7º | 8º | 9º | 10º | 11º | 12º |
| Clasificación general final | 80 | 56 | 32 | 24 | 20 | 16 | 12 | 8  | 7  | 6   | 5   | 3   |
| Por etapa                   | 16 | 11 | 6  | 5  | 4  | 2  |    |    |    |     |     |     |
| Líder General por etapa     | 8  |    |    |    |    |    |    |    |    |     |     |     |

| Ciclista             | Equipo                       | Puntos por la clasificación final | Puntos de etapa | Puntos de líder | Total |
| -------------------- | ---------------------------- | --------------------------------- | --------------- | --------------- | ----- |
| Daniel Díaz          | Funvic                       | 80                                | 38              | 40              | 158   |
| Rodolfo Torres       | Colombia                     | 56                                | 28              | -               | 84    |
| Fernando Gaviria     | Sel. Colombia                | -                                 | 43              | 8               | 51    |
| Eduardo Sepúlveda    | Bretagne-Séché Environnement | 24                                | 11              | -               | 35    |
| Rodrigo Contreras    | Sel. Colombia                | 20                                | 2               | -               | 22    |
| Kléber Ramos         | Funvic                       | -                                 | 22              | -               | 22    |
| Alex Diniz           | Funvic                       | -                                 | 13              | -               | 13    |
| Leandro Messineo     | San Luis Somos Todos         | 7                                 | 4               | -               | 11    |
| Yauheni Hutarovich   | Bretagne-Séché Environnement | -                                 | 9               | -               | 9     |
| Daniel Jaramillo     | Jamis-Hagens Berman          | 8                                 | -               | -               | 8     |
| Nicolas Marini       | Sel. Italia                  | -                                 | 7               | -               | 7     |
| Jakub Mareczko       | Sel. Italia                  | -                                 | 6               | -               | 6     |
| Serghei Tvetcov      | Androni Giocattoli           | -                                 | 5               | -               | 5     |
| Sebastián Tolosa     | Buenos Aires Provincia       | -                                 | 4               | -               | 4     |
| Eduard-Michael Grosu | Nippo-Vini Fantini           | -                                 | 4               | -               | 4     |
| Miguel Ángel Rubiano | Colombia                     | 3                                 | -               | -               | 3     |
| Oscar Gatto          | Androni Giocattoli           | -                                 | 2               | -               | 2     |
| Ken Hanson           | UnitedHealthcare             | -                                 | 2               | -               | 2     |